# Tramway de Linz
Le tramway de Linz est un réseau de tramway desservant la ville de Linz, en Autriche. Le réseau est exploité par Linz AG et compte trois lignes.

## Historique
En 2013, la municipalité approuve une extension de 4,4 km de la ligne 3 du réseau. Le début du chantier est prévu pour 2014 avec une mise en service espérée en 2016.

## Réseau actuel

### Le matériel roulant
| Nombre  | Numéros de parc | Années de construction | Modèle         | Constructeur         | Plancher bas |
| ------- | --------------- | ---------------------- | -------------- | -------------------- | ------------ |
| 16      | 41 à 56         | 1985 à 1986            | GTW            | Bombardier / Siemens | non          |
| 33      | 001 à 033       | 2002 à 2008            | Cityrunner     | Bombardier           | oui          |
| 13 (23) | 060 à 072       | 2011 à 2012            | Cityrunner     | Bombardier           | oui          |
| 6       |                 | 2015                   | Cityrunner     | Bombardier           | oui          |
| 4       | 501 à 504       | 2009 et 2011           | Mountainrunner | Bombardier           | oui          |
| 3       | VIII, X, XI     | 1948, 1950, 1959       | TW             | ESG                  | non          |